# Segunda división chilena
Segunda División Profesional – druga liga w chilijskich rozgrywkach ligowych (Liga Chilena de Fútbol) organizowanych przez federację Federación de Fútbol de Chile. Obecnie w drugiej lidze chilijskiej gra 12 klubów.

## Kluby
| Nazwa                | Miasta       | Założenie         | Stadion                                               | Pojemność |
| -------------------- | ------------ | ----------------- | ----------------------------------------------------- | --------- |
| Colchagua            | San Fernando | 23 stycznia 1957  | Estadio Municipal Jorge Silva Valenzuela              | 5 900     |
| Deportes La Pintana  | Santiago     | 15 lutego 2009    | Estadio Municipal de La Pintana                       | 2 700     |
| Deportes Linares     | Linares      | 19 listopada 1955 | Estadio Municipal de Linares                          | 7 000     |
| Deportes Melipilla   | Melipilla    | 1 lipca 1963      | Estadio Municipal Roberto Bravo Santibáñez            | 6 500     |
| Deportes Ovalle      | Ovalle       | 1 stycznia 1963   | Estadio Municipal de Ovalle                           | 8 000     |
| Deportes Santa Cruz  | Santa Cruz   | 25 maja 1913      | Estadio Municipal Joaquín Muñoz García                | 5 000     |
| Deportes Valdivia    | Valdivia     | 5 czerwca 1983    | Estadio Félix Gallardo                                | 3 000     |
| A. Fernández Vial    | Concepción   | 15 czerwca 1903   | Estadio Municipal de Concepción                       | 35 000    |
| Lota Schwager        | Coronel      | 1 stycznia 1966   | Estadio Municipal Federico Schwager                   | 5 983     |
| Malleco Unido        | Angol        | 25 kwietnia 1974  | Municipal Alberto Larraguibel Morales                 | 2 345     |
| Municipal Mejillones | Mejillones   | 7 kwietnia 2005   | Estadio Municipal de Mejillones                       | 1 500     |
| Naval                | Talcahuano   | 21 maja 1944      | Estadio El Morro                                      | 3 000     |
| Provincial Osorno    | Osorno       | 5 czerwca 1983    | Estadio Municipal Parque Schott                       | 10 800    |
| San Antonio Unido    | San Antonio  | 21 lipca 1961     | Estadio Municipal Doctor Olegario Henríquez Escalante | 2 024     |
| Trasandino           | Los Andes    | 1 kwietnia 1906   | Estadio Regional de Los Andes                         | 3 313     |

## Mistrzowie drugiej ligi chilijskiej
| Rok     | Mistrz                | Wicemistrz        |
| 2012    | Iberia                | Deportes Copiapó  |
| 2013    | Iberia                | Trasandino        |
| 2013-14 | Iberia                | San Antonio Unido |
| 2014-15 | Deportes Puerto Montt | San Antonio Unido |